# Monika Rubin
Monika Rubin (født 20. december 1987 i Hvidovre) er en dansk læge og politiker. Hun har siden 2022 været medlem af Folketinget for Moderaterne og er partiets politiske ordfører i Folketinget.

## Opvækst, uddannelse og erhverv
Rubin er født i Hvidovre i 1987 som barn af en polsk mor og en persisk far og er påvirket af sin stedfar som var religions-, samfunds-, historie- og dansklærer. Rubin og Samira Nawa var de eneste indvandrede eller børn af indvandrere som blev valgt til Folketinget ved folketingsvalget 2022.
Hun er kandidat i lægevidenskab fra Københavns Universitet i 2015 samt Ph.d. fra det Sundhedsvidenskabelige fakultet i 2023. Rubin arbejdede klinisk som læge i Region Hovedstaden 2015-2018. Hun var forskningsassistent og ph.d.-studerende på Herlev Hospital 2019-2022 og underviste i akut behandling på Copenhagen Academy of Medical Education and Simulation 2017-2022. Rubin har skrevet adskillige sundhedsvidenskabelige forskningsartikler.
Fra 2020 til 2022 var Rubin medlem af bestyrelsen for SundFornuft - tænketanken for sundhedspolitik.

## Politisk karriere
Rubin var spidskandidat for Moderaterne i Københavns Omegns Storkreds til folketingsvalget 2022 og blev valgt til Folketinget med 3376 personlige stemmer. Hun blev efter valget Moderaternes sundhedspolitiske ordfører og valgt til statsrevisor. Da Jakob Engel-Schmidt indtrådte i regeringen som kulturminister, overtog hun hans tidligere post som Moderaternes politiske ordfører i Folketinget. I 2023 blev Rubin formand for Folketingets Epidemiudvalg, efterfølgende blev hun også Næstformand for Udvalget vedrørende Det Etiske Råd fra 2024.
I 2024 var Monika Rubin medstifter til Alliance for kvinders sundhed. Alliancen kæmper for øgede investeringer og viden om kvinders sundhed, herunder konsekvenserne af manglende forskning samt nedbrydning af tabuer for at sikre bedre behandling og ligestilling i sundhedsvæsenet.